# Manuscritos de Tombuctú

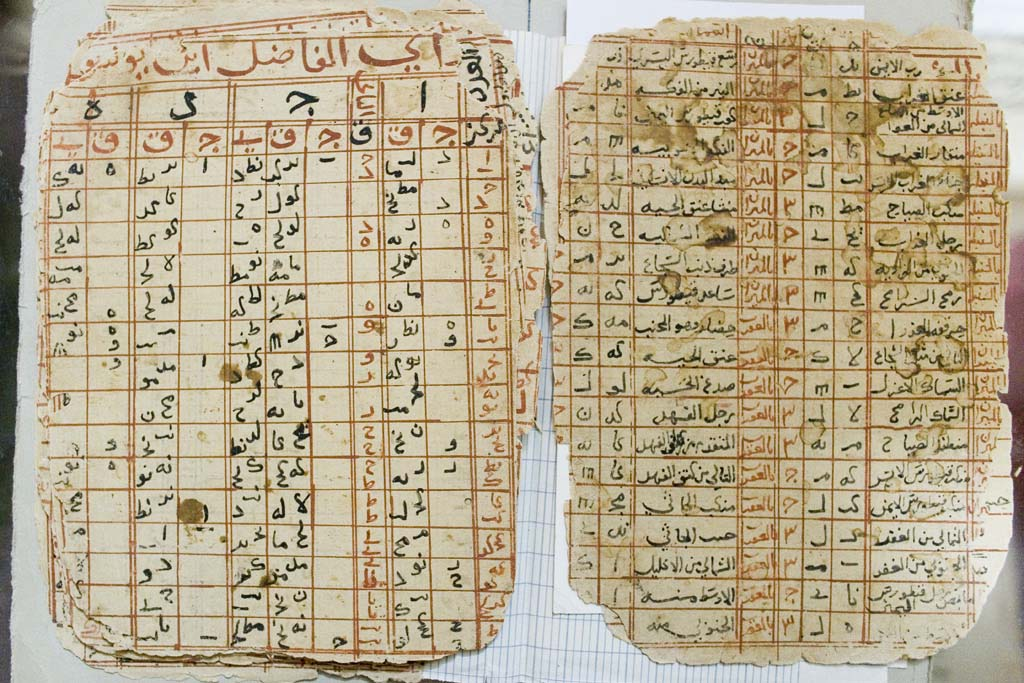
Tablas astronómicas

Los manuscritos de Tombuctú son una serie de manuscritos ancestrales localizados en Tombuctú (Malí).

## Recuperación
Los manuscritos se salvaron de la ciudad de Tombuctú al producirse la ocupación yihadista del norte de Malí en 2012 y están siendo digitalizados.